# Filip
Filip – imię męskie pochodzenia greckiego, oznaczające lubiący konie lub przyjaciel koni (φίλος, philos = „przyjaciel, miłośnik” + ἵππος, hippos = „koń”).
Nosił je np. Filip II Macedoński, ojciec Aleksandra Wielkiego. Żeńskie odpowiedniki tego imienia to Filipina, Filipa. Nazwiska pochodzące od Filipa: Filipowicz, Filipczak, Filipek, Filipowski, Filipkowski. Nazwa państwa Filipiny pochodzi od imienia króla Hiszpanii Filipa II Habsburga.
Imieniny Filipa przypadają: 23 stycznia, 2 lutego, 11 kwietnia, 6 maja, 11 maja, 26 maja, 10 lipca, 23 sierpnia, 13 września, 22 października, 24 października i 4 grudnia.

## Odpowiedniki w innych językach[2]
- angielski: Philip
- czeski: Filip
- esperanto: Filipo[3]
- fiński: Vilppu, Filippu
- francuski: Philippe
- hiszpański: Felipe
- litewski: Pilypas (Pylipas)
- łacina: Philippus
- niderlandzki: Filippus, Filip
- nowogrecki: Filippos Φίλιππος
- niemiecki: Philipp
- rosyjski: Filipp Филипп
- ukraiński: Pyłyp
- węgierski: Fülöp
- włoski: Filippo

## Statystyka występowania imienia w Polsce
W 2019 roku w polskiej bazie PESEL łącznie było zarejestrowanych 147 756 mężczyzn o imieniu Filip.
W 2018 roku zarejestrowano 6407 chłopców o tym imieniu. Natomiast w 2017 roku 7 150.

## Znane osoby noszące imię Filip

### Błogosławieni Kościoła katolickiego
- bł. Filip (zm. 1260) – dominikanin, męczennik z Sandomierza
- bł. Filip Geryluk (1830-1874) – męczennik z Pratulina
- bł. Filip Rinaldi (1856–1931) – włoski salezjanin
- bł. Filip Ripoll Morata (1878–1939) – hiszpański ksiądz, męczennik
- bł. Filip Siphong Onphitak (1907-1940) – tajlandzki męczennik

Zobacz też: błogosławiony Filip

### Święci Kościoła katolickiego
- św. Filip Apostoł – uczeń Jezusa
- św. Filip – męczennik, syn św. Felicyty z Rzymu, jeden z tzw. Siedmiu Świętych Braci.
- św. Filip z Gortyny (zm. ok. 180) – biskup Gortyny (Kreta)
- św. Filip Benicjusz (1233–1285) – włoski serwita, założyciel serwitek
- św. Filip Neri (1515–1595) – włoski ksiądz, założyciel filipinów
- św. Filip Howard (1557–1595) – 20. hrabia Arundel, męczennik
- św. Filip od Jezusa de Las Casas (1572–1597) – franciszkanin, męczennik w Nagasaki
- św. Filip Evans (1645–1679) – walijski jezuita, męczennik
- św. Filip Phan Văn Minh (ok. 1815–1853) – wietnamski ksiądz, męczennik
- św. Filip Zhang Zhihe (1880–1900) – chiński seminarzysta, męczennik

### Święci Cerkwi Prawosławnej
- św. Filip – apostoł[5],
- św. Filip – sobór siedemdziesięciu apostołów, diakon[6],
- św. Filip – męczennik[7],
- św. Filip z Agiry – święty kapłan męczennik, prezbiter[8],
- św. Filip z Agłomazowa[9] – męczennik (nowomęczennik)[10],
- św. Filip z Apamei – męczennik[11],
- św. Filip z Wałaamu – święty mnich męczennik[12],
- św. Filip Michajłowicz Grigorjew – święty kapłan męczennik (nowomęczennik), prezbiter[13],
- św. Filip Irapski z Czerepowca – święty mnich[14],
- św. Filip Maryszew – męczennik (nowomęczennik)[15]
- św. Filip I (metropolita moskiewski i całej Rusi) – święty biskup[16],
- św. Filip II (Kołyczew), metropolita moskiewski i całej Rusi – święty biskup[17],
- św. Filip z Nikomedii – męczennik[18],
- św Filip z Rabang – święty mnich[19],
- św Filip z Rzymu – męczennik[20],
- św Filip Sołowiecki – pustelnik, święty mnich[21]
- św Filip Suchoński z Jankowskiej Góry w pobliżu Wielkiego Ustiugu – święty mnich[22],
- św Filip Szackij – święty kapłan męczennik (nowomęczennik), prezbiter[23],

Zobacz też: święty Filip

### Władcy
- Filip VI Hiszpański – król Hiszpanii od 2014
- Filip I Belgijski – król Belgów
- Filip II Macedoński – król Macedonii, ojciec Aleksandra Macedońskiego
- Filip IV Piękny – król Francji
- Filip II Habsburg – król Hiszpanii (1556-1598) i Portugalii (1580-1598)
- Filip (książę Edynburga) – mąż królowej Elżbiety II

### Inne osoby
- Filip II (metropolita Moskwy) – święty prawosławny
- Filip Adwent – polski lekarz i polityk
- Philippe Ariès
- Philipp Aschenwald – austriacki skoczek narciarski
- Filip Bajon – polski reżyser filmowy
- Philippe Barbarin
- Filip Bobek – polski aktor
- Philippe de Broca
- Philippe Buache
- Philippe Caroit
- Philippe Chatrier
- Phillip Cocu
- Phil Collins – brytyjski muzyk rockowy
- Philip K. Dick – amerykański pisarz science fiction
- Philippe Djian
- Filip Dujardin – belgijski fotograf architektury
- Philippe de Gaulle
- Philippe Gigantès
- Philip Glass – amerykański kompozytor
- Felipe González – hiszpański polityk
- Philipp Horn – niemiecki biathlonista
- Filip Ingebrigtsen – norweski lekkoatleta
- Filippo Inzaghi – włoski piłkarz
- Filip Jaślar – polski artysta kabaretowy
- Filip Kaczyński – polski polityk i samorządowiec, poseł na Sejm VII, IX i X kadencji
- Philip Kapleau – amerykański mistrz buddyjski
- Philippe Kirsch
- Filip Kubski – zawodowy gracz serii gier Counter-Strike
- Philipp Lahm – niemiecki piłkarz
- Filip Lato – polski piosenkarz
- Philippe Leclerc de Hauteclocque
- Filip Lončarić
- Filip Łobodziński – polski dziennikarz
- Felipe Massa – kierowca Formuły 1
- Philippe de Milly
- Philipp Nawrath – niemiecki biathlonista
- Philippe Nicolet
- Philippe Pétain
- Philippe du Plaissis
- Filippo Pozzato
- Filip Robota – polski nauczyciel
- Philip Roth – pisarz amerykański
- Philippe Senderos
- Philip Sidney – angielski poeta
- Filippo Taglioni – tancerz i choreograf włoski
- Philip Michael Thomas
- Philippe Thys
- Philippe Troussier
- Philippe Vandevelde
- Philippe de Vaudreuil
- Philippe de Villiers
- Philip Zimbardo – psycholog amerykański
- Filip Zubčić – chorwacki narciarz alpejski
- Carl Philipp Emanuel Bach – kompozytor klasycyzmu
- Jean-Philippe Rameau – kompozytor francuski

## Znane zwierzęta noszące to imię
- Phil – świstak amerykański „przepowiadający” długość trwania zimy w Dniu Świszcza z Punxsutawney (Pensylwania, USA)
- Filip – konik polny; pierwszy przyjaciel Mai i Gucia z serialu Pszczółka Maja